# Cascate di Epupa

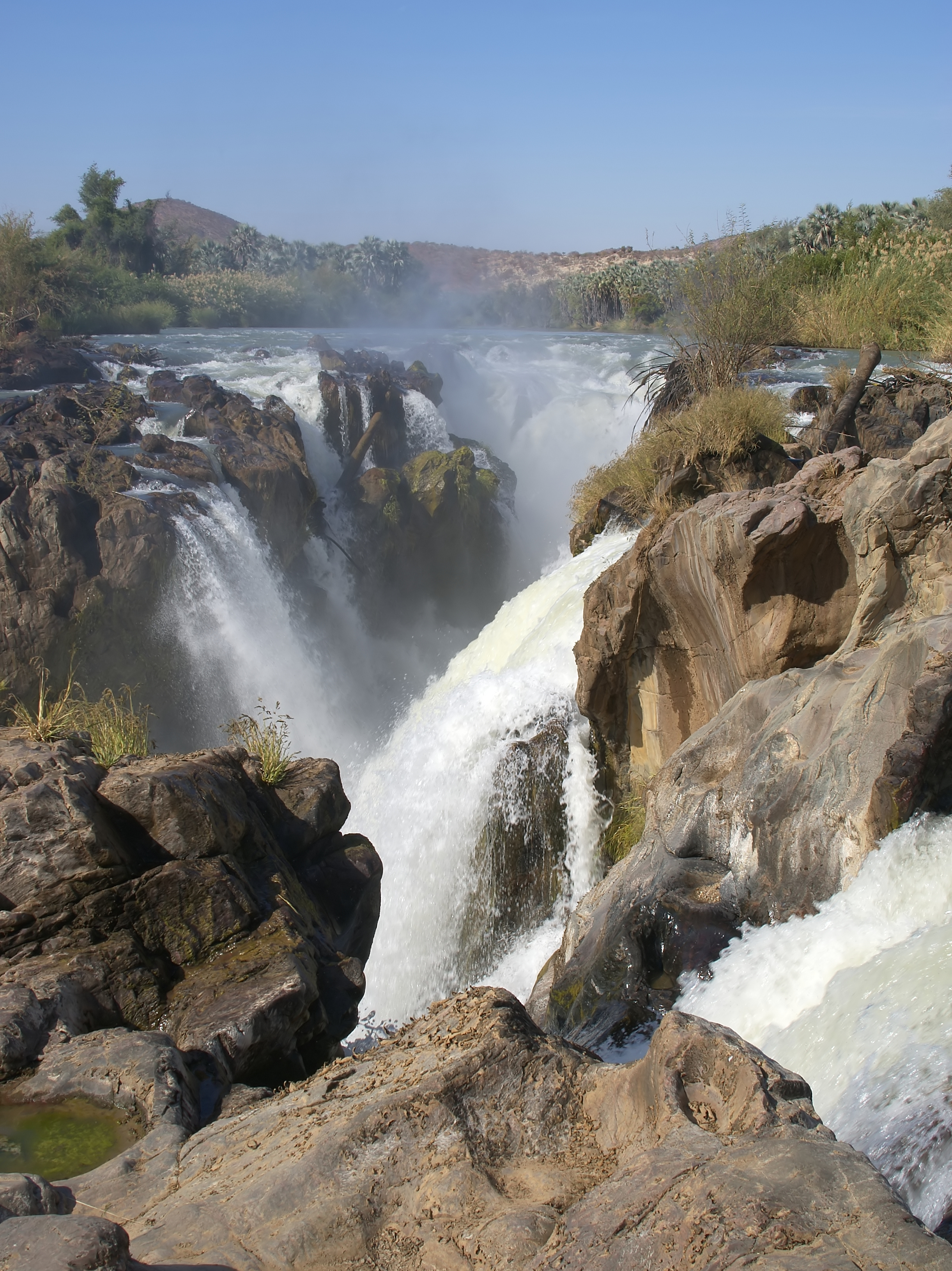
Cascate dell'Epupa

Le cascate di Epupa (note anche come Monte Negro Falls in Angola ) sono una serie di grandi cascate create dal fiume Cunene al confine tra Angola e Namibia, nella zona di Kaokoland, nella regione del Kunene. In quest'area, il fiume è ampio circa 0,5 chilometri (1 600 ft) e scende in una serie di cascate per una lunghezza di 1,5 chilometri (0,93 mi), con la massima caduta singola di 37 metri (121 ft) in altezza.
Il nome "Epupa" è una parola Herero che sta per "schiuma", in riferimento alla schiuma creata dall'acqua che cade. Dalle cascate prende il nome il collegio elettorale dell'Epupa.

## Ecologia
A causa della natura specializzata di questo ripido habitat ripariale, le cascate dell'Epupa danno luogo all'endemismo di un certo numero di pesci e altre specie acquatiche.

## Turismo
Nonostante siano difficili da raggiungere (si consiglia un veicolo a quattro ruote motrici per raggiungerle da Opuwo), le cascate sono una grande attrazione per i visitatori in Namibia grazie all'ambiente in gran parte incontaminato, con fichi, baobab, palme makalani e pareti rocciose colorate inquadrando le cascate. Le cascate di Ruacana, nella Namibia settentrionale si trovano 135 chilometri (84 mi) a monte.
Le attività nella zona vanno dalle visite guidate alle cascate e ai villaggi Himba dei dintorni, al birdwatching, alle escursioni per osservare i coccodrilli e venire a contatto con una vegetazione molto varia che comprende alberi come baobab e mopane, le specie dominanti nella zona.

## Popolazione
Le cascate sono famose per il popolo nomade di Ovahimba e per altre tribù come Ovatjimba, Ovazemba e Ovatwe. 
Il turismo poi incoraggia la migrazione di popoli di lingua Herero e Oshiwambo.

## Nei media
Le cascate di Epupa sono presenti nell'ottavo episodio della prima stagione di The Grand Tour, essendo il punto di arrivo di un viaggio in buggy da spiaggia attraverso la Namibia.